# Gänget och jag
Gänget och jag (Happy Days) är en amerikansk TV-serie från 1970-talet, som utspelar sig i 1950-talsmiljö i Milwaukee, Wisconsin. I USA sändes det första avsnittet av Gänget och jag 14 januari 1974 och det sista 8 maj 1984. I Sverige hade serien premiär på TV2 31 oktober 1977. Serien kom att bli en av de stora situationskomedierna i USA. Handlingen kretsar kring familjen Cunningham, med sonen Richard Cunningham, och dinern där framförallt hans vänner träffas. Kultfiguren i serien är rebellen Arthur Fonzarelli (även "Fonzie" eller "The Fonz") (Henry Winkler) med sina egensinniga uttryck. Allteftersom serien pågick byttes rollfigurer ut, och periodvis var bland annat Ron Howards rollfigur med väldigt lite.
Fonzie var egentligen tänkt som en mindre biroll, en tuffare kontrast till Ron Howards helyllekaraktär. Efter första säsongen visade det sig att han blivit den populäraste karaktären, och programmamkarn försköt fokus till honom.
Serien har behållit sin kultstatus och i många andra TV-serier nämns, eller härmas, Fonzie. På 1970-talet fanns också en serietidning, baserad på TV-serien.
Till seriens första säsong användes låten Rock Around the Clock med Bill Haley som signaturmelodi, men till de övriga säsongerna användes en egen signaturmelodi.

## Rollfigurer
I serien förekommer bland annat följande återkommande rollfigurer: 
- Arthur Fonzarelli, Fonzie, The Fonz, (Henry Winkler), är en greaser, klädd i svart skinnjacka. Han arbetar som mekaniker och är den coolaste i gänget.
- Richard Cunningham, Richie, (Ron Howard), är son till Howard och Marion Cunningham och bror till Joanie Cunningham. Han är bästa vän med Fonzie, Ralph Malph och Potsie. Richie är en ansvarsfull och ganska töntig tonåring. Han är inte lika "cool" som Fonzie, men han är inte heller lika töntig som Ralph och Potsie.
- Potsie, Warren Weber, (Anson Williams) är en tönt som gillar att sjunga och spela saxofon. Han är bästa vän med Richard Cunningham, Ralph Malph och Fonzie.
- Ralph Malph (Don Most), drömmer om att bli komiker, trots att hans far som är optiker vill att han ska följa i hans fotspår.
- Howard Cunningham (Tom Bosley) är gift med Marion och har barnen Richard och Joanie. Han har en järnhandel, är duktig på sitt arbete och stolt över det. Han kan vara grinig, men är snäll och omtänksam och bryr sig om sin familj.
- Marion Cunningham (Marion Ross) är gift med Howard och är mor till Richie och Joanie. Hon är hemmafru, men tröttnar på det i ett avsnitt och börjar arbeta som servitris på restaurangen Arnold's.
- Joanie Cunningham (Erin Moran) är dotter till Howard och Marion och syster till Richie. Fonzie brukar kalla henne Shortcake, annars kallas hon i regel Joanie. Joanie är medlem i scouterna, är ganska busig, och intresserad av killar. I ett avsnitt blir hon kär i Potsie.